# Khodarampur
Khodarampur è una suddivisione dell'India, classificata come census town, di 5.109 abitanti, situata nel distretto di Murshidabad, nello stato federato del Bengala Occidentale. In base al numero di abitanti la città rientra nella classe V (da 5.000 a 9.999 persone).

## Geografia fisica
La città è situata a 24° 28' 51 N e 88° 07' 38 E.

## Società

### Evoluzione demografica
Al censimento del 2001 la popolazione di Khodarampur assommava a 5.109 persone, delle quali 2.506 maschi e 2.603 femmine. I bambini di età inferiore o uguale ai sei anni assommavano a 1.076, dei quali 540 maschi e 536 femmine. Infine, coloro che erano in grado di saper almeno leggere e scrivere erano 2.270, dei quali 1.284 maschi e 986 femmine.